# Уравнение Брёнстеда
Уравнение Брёнстеда — уравнение, количественно описывающее зависимость скорости катализируемых кислотами или основаниями реакций от природы катализатора. Впервые установлено в 1924 году Брёнстедом и Педерсеном.
Для кислотного катализа уравнение выражается в виде:
{\displaystyle \lg k_{a}=\lg k_{0}+\alpha \cdot \lg K_{a}},
где {\displaystyle k_{a}} — каталитическая константа скорости реакции, {\displaystyle K_{a}} — константа кислотности кислоты, выступающей в качестве катализатора, {\displaystyle k_{0}} — константа скорости некатализируемой реакции, {\displaystyle \alpha } — константа, характеризующая реакционную серию и отражающая чувствительность скорости реакции к смене катализатора.
В общем виде уравнение записывается в виде:
{\displaystyle \log(k)=\alpha \cdot \log(K_{a})+C}
как линейная зависимость константы скорости реакции от логарифма константы ионизации {\displaystyle K_{a}} кислот одной серии (например, замещённые фенолы, карбоновые кислоты и другие).
Уравнение Брёнстеда — один из примеров выполнения общего соотношения линейности свободных энергий, согласно которому изменения в свободных энергиях реакций {\displaystyle \Delta G^{0}} и в свободных энергиях активаций {\displaystyle \Delta G^{\neq }}, вызываемые в различных реакциях одинаковыми вариациями структуры реагирующих соединений или среды, связаны линейными зависимостями. В данном уравнении свободная энергия Гиббса кислотной диссоциации пропорциональна энергии активации каталитической стадии реакции.
Для основного катализа уравнение выражается в аналогичном виде:
{\displaystyle \lg k_{b}=lgk_{0}+\beta \cdot \lg K_{b}}.
Параметры уравнения определяют экспериментально. Значения {\displaystyle \alpha } и {\displaystyle \beta } лежат в диапазоне 0÷1. Уравнение Брёнстеда даёт информацию о механизме реакции. Для реакций с небольшими значениями {\displaystyle \alpha } или {\displaystyle \beta } переходное состояние характеризуется малым переносом протона. В случае высоких значений реакция сопровождается полным переносом протона.